# Beli dvor
Il Beli dvor (Palazzo bianco) forma, insieme al Kraljevski dvor (Palazzo reale) e ad altri annessi ed edifici minori, il Complesso Reale di Belgrado, ossia la dimora della famiglia reale di Serbia.

## Storia
Succeduto al padre, Pietro I come re dei Serbi, Croati e Sloveni, Alessandro I Karađorđević, nel 1924 iniziò la costruzione di una tenuta reale nel quartiere di Dedinje, alla periferia di Belgrado, in cui inserire il proprio nuovo palazzo, lontano da quello eretto dal padre accanto alla residenza della famiglia Obrenović, nel centro della città.

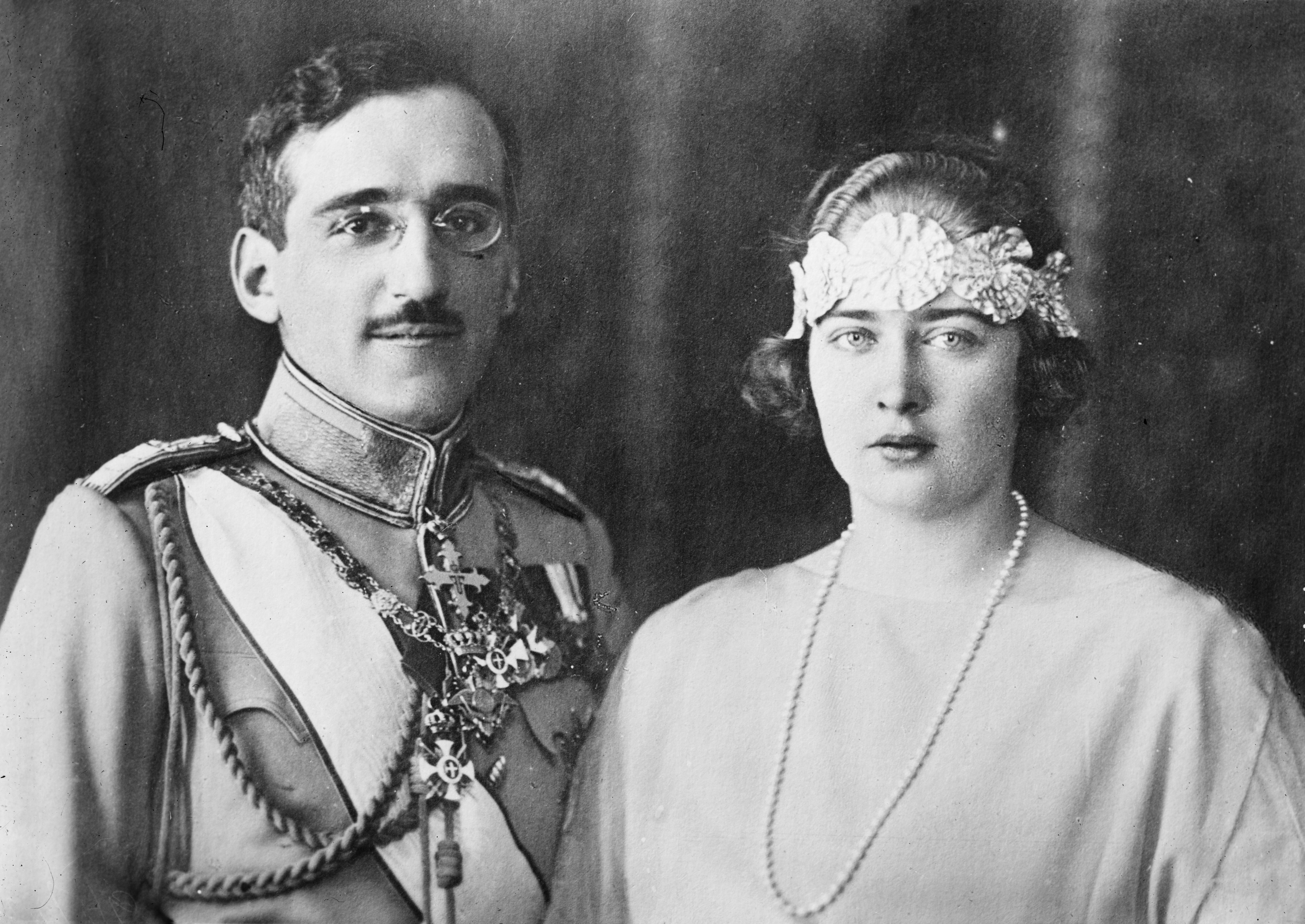
Alessandro I e Maria

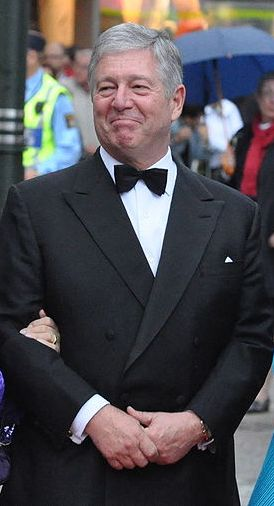
Alessandro II

Terminato il palazzo reale nel 1929, Alessandro vi si trasferì insieme alla moglie Maria e i figli Pietro, Tomislav e Andrej, e decise di creare per i suoi rampolli una diversa dimora, all'interno del complesso reale. L'edificio fu iniziato nel 1934, anno in cui re Alessandro venne ucciso in un attentato a Marsiglia.
Poiché l'erede al trono Pietro era minorenne, la corona di quello che, dal 1929 era stato denominato Regno di Jugoslavia fu affidata al cugino di re Alessandro, il principe Paolo che portò avanti la costruzione del Beli dvor, che fu completata nel 1937, e ne fece la propria residenza ufficiale.
Dopo l'entrata della Jugoslavia nella seconda guerra mondiale, l'occupazione tedesca di Belgrado, la resistenza e la liberazione, la monarchia fu dichiarata decaduta nel 1945 e il Beli dvor con l'intero complesso reale passò in mano allo stato e venne utilizzato come sede di incontri internazionali del Maresciallo Tito.
Dopo la dissoluzione della Jugoslavia socialista, e dopo la sconfitta di Slobodan Milošević alle elezioni dell'anno 2000, il nuovo governo della Repubblica Federale di Jugoslavia guidato da Zoran Žižić restituì il complesso reale all'erede al trono, il principe Alessandro II che vi si trasferì il 17 luglio 2001, andando ad abitare nel Kraljevski dvor. Il Beli dvor da allora viene utilizzato per ospitare eventi e mostre d'arte ed è aperto al pubblico per visite guidate all'intero complesso. Nel 2004 è stato riconosciuto monumento di importanza culturale dal governo serbo e dotato di un finanziamento annuale.

## Architettura

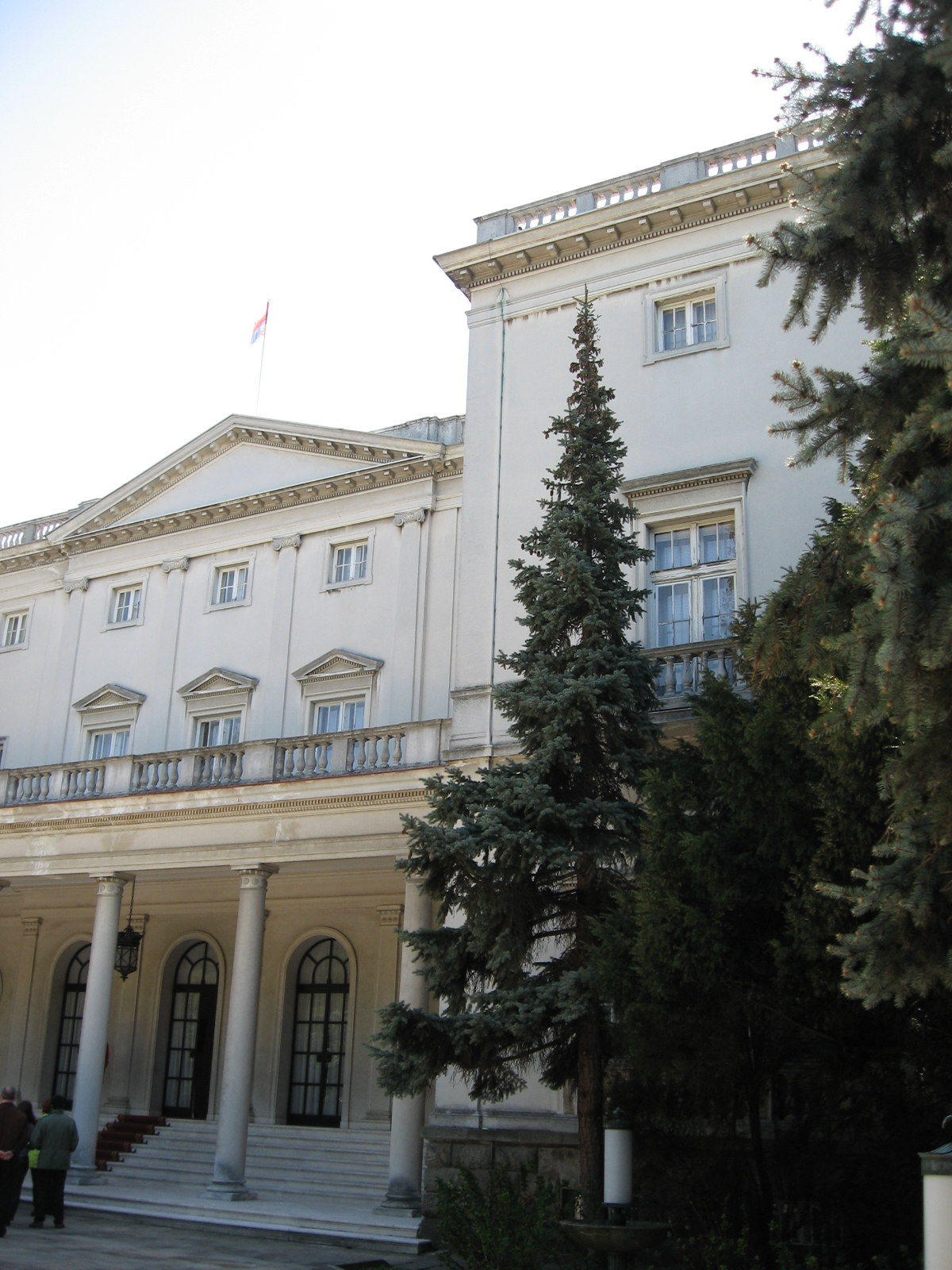
La facciata principale

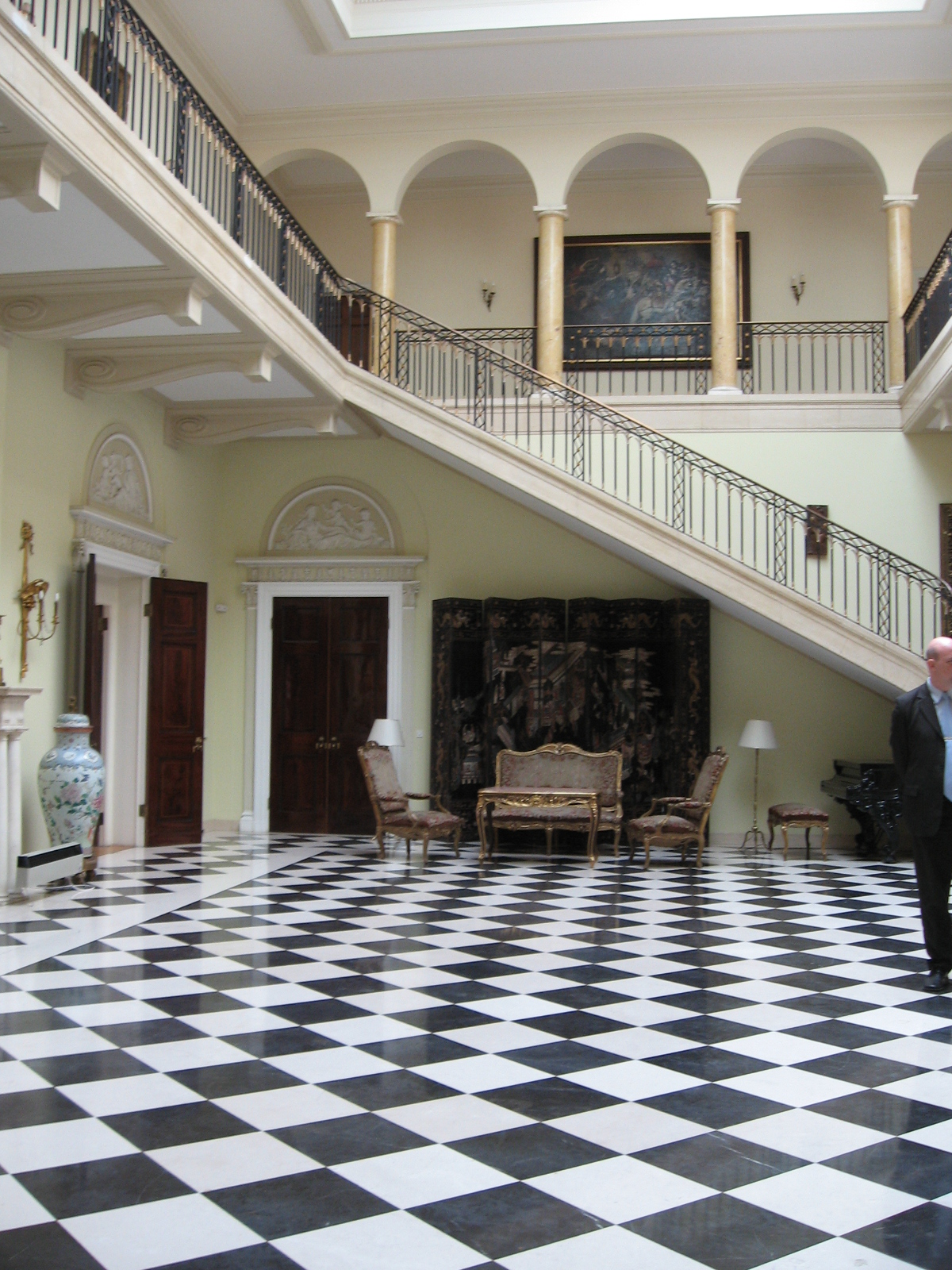
L'ingresso

Re Alessandro affidò il progetto del palazzo all'architetto Aleksandar Đorđević che lo realizzò in stile neopalladiano; le pareti esterne sono intonacate di bianco, mentre le decorazioni delle finestre, i cornicioni e le colonne sono in pietra, sempre bianca, da cui la struttura trae il nome.
La facciata principale presenta una struttura centrale piana affiancata da due corpi laterali aggettanti. L'atrio è preceduto da un porticato con colonne che richiamano il gusto dorico, che sorreggono una terrazza su cui si affacciano le finestre del secondo piano. Le porte d'ingresso sono tre e si presentano vetrate: sono separate da paraste con capitelli dello stesso stile delle colonne. Al secondo piano, le tre finestre centrali hanno una decorazione terminante in una modanatura triangolare, e sono fiancheggiate da paraste ioniche che sorreggono il frontone a timpano sulla sommità della facciata, al di sopra delle tre piccole finestre del terzo piano. Le finestre del primo piano dei due corpi laterali sono tripartite: quella centrale è più alta e terminante ad arco.
Il primo piano dell'edificio è rialzato dal livello del terreno: per raggiungere l'atrio, oltre le colonne è presente una scalinata, mentre tutto intorno al palazzo, il dislivello è decorato con pietra a bugnato. Le pareti laterali si presentano rettilinee con un leggero aggetto centrale, mentre la facciata posteriore è completamente diritta e presenta anch'essa un porticato sorretto da doppie colonne ioniche preceduto da una scalinata. Le tre porte d'accesso posteriori sono separate da doppie paraste ioniche.
Una balaustra con colonnine di pietra corre tutto intorno al terrazzo del palazzo; la stessa decorazione è presente sulle balaustre delle terrazze che coprono gli atrii e nei balconi.
L'interno presenta un ingresso molto ampio da cui si accede alla sala da pranzo arredata in stile Chippendale e ad altri ambienti che presentano mobilio in stile Luigi XV e Luigi XVI. Sull'ingresso si affaccia una galleria al secondo piano, che si raggiunge da uno scalone e che dà accesso ad altre sale. Sul soffitto, una grande vetrata dà luce ad entrambi i piani del palazzo.

## Collezioni d'arte

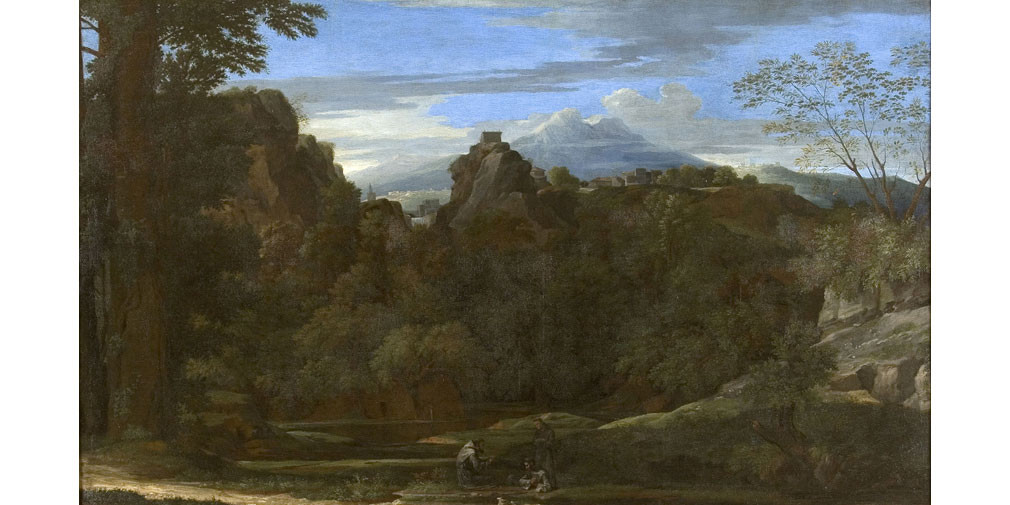
Poussin, Paesaggio con tre monaci

Re Alessandro I aveva acquistato numerose opere d'arte, sia dipinti, sia sculture, sia oggetti d'arredo quali porcellane e argenti. Ogni anno hanno sede nel Beli Dvor diverse mostre in cui vengono esposti i capolavori presenti nel palazzo, suddivisi nelle diverse sale.
Tra gli artisti le cui opere sono presenti nel palazzo si annoverano Piero di Cosimo, Biagio di Antonio Tucci, Nicolas Poussin, Giovanni Cariani, Sébastien Bourdon, Albrecht Altdorfer, Tiziano, Rembrandt, Palma il Vecchio, Carletto Caliari, Rubens, Simon Vouet, Jan Brueghel il Vecchio, Canaletto, Eugène Delacroix, Jean-Baptiste Carpeaux, Giuseppe Maria Crespi, Nicolae Grigorescu, Franz Xaver Winterhalter, Eugène Fromentin, Gaspard Dughet, Richard Parkes Bonington, Đura Jakšić, Vlaho Bukovac, Paolo Veronese e Alexander Roslin  e lo scultore Ivan Meštrović.
Numerosa è anche la raccolta di libri: nelle due biblioteche presenti nel palazzo sono raccolti oltre 35 000 volumi.